# قومية مثلية
قومية مثلية (بالإنجليزية: Homonationalism)‏ هو مصطلح يصف العلاقة الملائمة ما بين الأيديولوجية القومية والأشخاص المثليين والمثليات ومزدوجي التوجه والمتحولين وحقوقهم.
اقترح المصطلح الباحثة في مجال دراسات النوع الاجتماعي جاسبر بور في الأصل عام 2007، للإشارة إلى الطريقة التي يتعامل بها بعض السلطات مع مطالب مجتمع الميم من أجل تبرير مواقف كراهية الأجانب، وخاصةً ضد الإسلام، مستندين على التحامل السائد بأن الأشخاص المهاجرين هم على الأرجح هوموفوبيين وأن المجتمع الغربي بأكمله مساواتي. وهكذا، يستخدم التنوع الجنسي وحقوق المثليين لمساندة مواقف سياسية ضد الهجرة، وهي شائعة بشكل متصاعد خلال أحزاب اليمين المتطرف.
تركز الانتقادات الرئيسية الموجهة لهذه الظاهرة على استخدامها الجزئي لحركة حقوق المثليين بغية تحقيق أهداف قائمة على اللاتسامح الاجتماعي في ضوء تجاهل رهاب المثلية ونقص وجود المساواة الحقيقية في المجتمع الغربي ككل. عادة ما يتم تمثيل فكرة المساوة هذه بصورة رمزية من خلال ضمان المساواة في الزواج وتطبيع المغايرة في العلاقات بين أفراد مجتمع المثليين والمثليات ومزدوجي التوجه والمتحولين جنسياً وتفضيل المواقف الشوفينية تجاه بلد غربي ما والاشتباه بالأناس القادمين من البلدان التي لم تعترف بأي شكل من أشكال الاتحادات من نفس الجنس أو تلك البلدان التي ما زالت تجرم المثلية الجنسية، وهي مواقف عادةً ما ترتبط بالمسلمين. وقد قالت بور منذ تطويرها للمفهوم أنه لا يجوز استخدامه باعتباره اتهاماً أو استخدامه كهوية، بل هو مفهوم يُعبّر عن عملية عابرة للأوطان وتمثل تحولاً تاريخياً.
ينتقد العالم السياسي الفرنسي برونو بيرو أسس حجة بور، ففي حين يتفق على نقدها للدعاوى الوطنية المنتشرة بين عدة مجموعات ومنظمات معنية بالمثليين والمثليات، ولكنه يتضح أن بور تنظر نظرة مثالية نحو من تطلق عليه «تابع غير معياري جنسياً موصوف بهوية عرقية.» ويشرح بيرو قائلاً: «لا يمكن فصل تفكيك الطبائع عن توالدها.» كما وجه جيسون ريتشي نقداً لبعض أوجه استعمال مفهوم القومية المثلية، خصوصاً بوصفها نظرية إجمالية.